# Henri Methorst
Hendricus Wilhelmus (Henri) Methorst (Den Haag, 12 april 1909 – Laren, 10 augustus 2007) was een Nederlands uitgever, tolk en voorvechter van homo-emancipatie.

## Levensloop
Methorst werd geboren in een gegoede Haagse familie. Zijn vader, Henri Methorst sr., was oprichter en directeur van het Centraal Bureau voor de Statistiek (CBS). Hij studeerde rechten, maar brak deze studie voortijdig af. Vervolgens reisde hij door Azië. Na terugkeer in Nederland raakte hij rond 1930 in de ban van de leer van Krishnamurti. De wijsheden van de Indiase spiritueel leraar zouden in de rest van zijn leven een leidraad voor hem blijven. Hij vertaalde boeken van Krishnamurti en tijdens diens bezoeken aan Nederland fungeerde Methorst als tolk.

### UitgeverijDe Driehoek
In 1933 richtte hij samen met het echtpaar Marius Bouwman en Ans Kuiper uitgeverij De Driehoek op. Belangrijkste doel van De Driehoek was het uitbrengen van omstreden schrijvers als Henry Miller en D.H. Lawrence, die door maatschappij-kritische en seksueel getinte teksten elders niet werden uitgegeven. Ook werd vanaf 1934 een tijdschrift uitgegeven, Perspectieven van Wordende Cultuur, waarin onderwerpen als theosofie, vegetarisme, geheelonthouding, homoseksualiteit en moderne kunst werden behandeld en dat zich richtte op progressieve jongeren. Methorst kreeg achtereenvolgens een verhouding met Bouwman en Kuiper. Uit de laatste relatie werd in 1939 een zoon geboren. Later zou Methorst met de tien jaar oudere Kuiper trouwen. In de Tweede Wereldoorlog werd het pand van de uitgeverij gebruikt om Joodse onderduikers op te vangen. Voor deze activiteiten zou hij later een onderscheiding van Yad Vashem krijgen.

### Homoseksualiteit
Na de oorlog behoorde Henri Methorst tot de oprichters van het COC. Zijn doel was met name het voorlichting geven aan familieleden van homoseksuelen en anderen. Homo's moesten niet langer als zieken worden beschouwd, zo was zijn streven. Daarbij gaf hij de strijd voor de rechten van homoseksuelen diepgang, door deze te verbinden met vrouwenemancipatie en mensenrechten in het algemeen. Methorst was een van de leidende figuren van het COC, zeker in de jaren vijftig. Hij hield zich onder meer bezig met de organisatie van internationale congressen, waarbij zijn ervaring als tolk goed van pas kwam. Tot op hoge leeftijd was Methorst als adviseur en erelid betrokken bij de activiteiten van de homobeweging.
Tevens was hij vanaf 1953 werkzaam als tolk bij de Europese Gemeenschap voor Kolen en Staal, de voorloper van de Europese Unie. Hij was oprichter van Congrestolkensecretariaat in Amsterdam, die in 2000 een naar Methorst genoemde prijs instelde waarmee elke twee jaar een instelling, organisatie of persoon wordt onderscheiden die zich bijzonder verdienstelijk heeft gemaakt op meertalig of multicultureel gebied.

'Henri Methorst bleek een Hunner', interview in Hans Renders en Paul Arnoldussen, Jong in de jaren dertig, de Prom, Baarn 1999, uitgebreide herdruk 2003, p. 125-132.